# 夏夫特 (伊利諾伊州)
夏夫特（英語：Shafter）是位於美國伊利諾伊州費耶特縣的一個非建制地區。該地的面積和人口皆未知。

## 地理
夏夫特的座標為39°00′49″N 89°11′06″W / 39.01361°N 89.18500°W，而該地的平均海拔高度為171米（即561英尺）。